# Dewey (Oklahoma)
Dewey é uma cidade localizada no estado norte-americano de Oklahoma, no Condado de Washington.

## Demografia
Segundo o censo norte-americano de 2000, a sua população era de 3179 habitantes.
Em 2006, foi estimada uma população de 3287, um aumento de 108 (3.4%).

## Geografia
De acordo com o United States Census Bureau tem uma área de
6,6 km², dos quais 6,6 km² cobertos por terra e 0,0 km² cobertos por água.

## Localidades na vizinhança
O diagrama seguinte representa as localidades num raio de 28 km ao redor de Dewey.